# Unions comunicants

Unions comunicants (Gap junction)

Les unions comunicants (en anglès: Gap junctions) nexus o macula communicans o unions en gap, van ser descobertes l'any 1953 i són connexions intercel·lulars especialitzades entre una multitud de tipus de cèl·lules animals Aquestes unions comuniquen directament el citoplasma de dues cèl·lules, la qual cosa permet a diverses molècules, ions i impulsos elèctrics passar directament a través d'una entrada regulada entre cèl·lules.
Les unions comunicants s'expressen en virtualment tots els teixits del cos, amb l'excepció del múscul esquelètic adult completament desenvolupat i en cèl·lules mòbils com l'esperma o els eritròcits. Tanmateix, les unions comunicants no apareixen en les esponges.

## Estructura
En els animals vertebrats, els hemicanals d'aquestes unions són principalment homo o hetero hexàmers de proteïnes connexines. En els invertebrats les unions comunicants consten de proteïnes de la família de proteïnes innexina.

## Funcions
Les unions comunicants es pot considerar que funcionen al més simple nivell com una via directa entre cèl·lules pels corrents elèctrics, les molècules petites i els ions.